# Eiravedra (Puerto del Son)
Eiravedra es una aldea española del municipio de Puerto del Son, La Coruña, Galicia. Pertenece a la parroquia de Goyanes.
Está situada en el norte del municipio a 20 metros de altura y a 5,8 kilómetros de la capital municipal. Las localidades más cercanas son Beneso, O Pozo, Alto da Olveira y San Caetano. En 2021 tenía una población de 80 habitantes (35 hombres y 45 mujeres).